# Бистром, Карл Иванович
Карл Ива́нович Би́стром (Карл Генрих Георг фон Бистром, нем. Karl Heinrich Georg von Bistram; 1 (12) мая 1770 — 16 (28) июня 1838) — русский военачальник, генерал-адъютант (20.12.1825), генерал от инфантерии (22.08.1831), герой Наполеоновских войн, русско-турецкой войны 1828—1829 годов и Польской кампании 1831 года.

## Биография

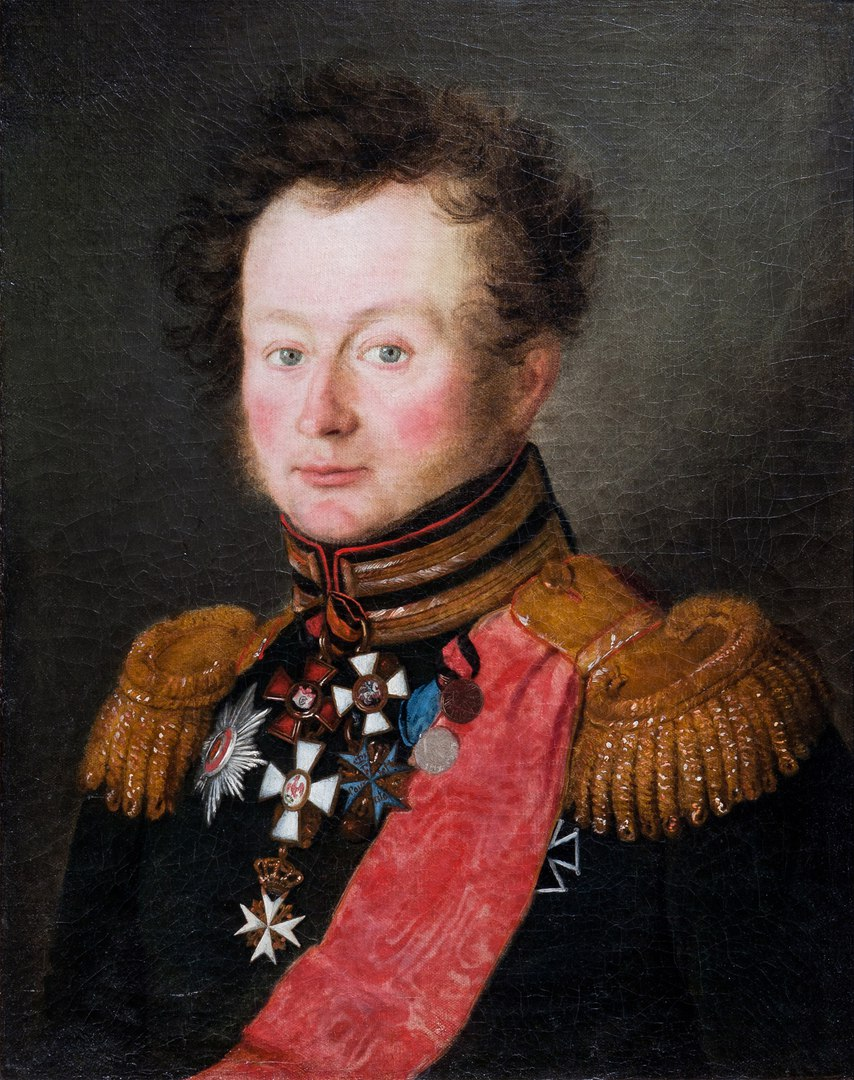
Портрет Карла Ивановича Бистрома работы неизвестного художника. 1810-е гг.

Карл Генрих Георг фон Бистром родился в 1770 году. Происходил из старинной остзейской дворянской фамилии. Отец — кадровый военный русской службы, полковник, комендант Могилёва. Карл Иванович — старший брат генерал-лейтенанта Адама Ивановича Бистрома.
Записанный в 1784 году капралом на службу в лейб-гвардии Измайловский полк, в 1787 году Карл Бистром произведён в сержанты, но, согласно собственному желанию, переведён капитаном в армию — в Невский мушкетёрский полк, стоявший в Финляндии, — и уже в 18 лет принял участие в начавшейся войне против шведов.
В 1796 переведён в 1-й егерский полк, в котором через два года произведён в майоры и тогда же, «в виде особой монаршей милости», назначен его командиром. В 1806 году ему вверено командование 20-м егерским полком.

### Наполеоновские войны
Во время войны 1806—1807 годов Бистром заявил себя одним из храбрейших полковых командиров и за дело при Чарнове 29 января 1807 года награждён орденом Святого Георгия 4-й степени № 710
В воздаяние отличного мужества и храбрости, оказанных в сражении 11 декабря при м. Чарнове против французских войск, где расторопно и неустрашимо удерживал неоднократно сильное нападение неприятеля и соблюдал наилучший порядок в подчиненных.
 В сражении под Пултуском он был ранен в левую ногу и получил из рук прусского короля орден «Pour le Mérite». В 1807 году отличился в бою при Гофе, под Прейсиш-Эйлау вторично ранен, в плечо, и награждён золотой саблей с надписью «За храбрость». В апреле того же года, едва оправившись от ран, возвратился к своему полку и участвовал с ним в сражениях при Цехере, Петерсвальде, Альткирхе и при реке Пасарга. 28 мая в деле при Гуттштадте Бистром со своим полком прикрывал отступление русских войск, причём ранен был в правую щёку с повреждением челюсти. За это дело император Александр I собственноручно возложил на него орден Святой Анны 2-й степени с алмазными украшениями. По заключении Тильзитского мира Бистром назначен батальонным командиром в лейб-гвардии Егерский полк, а в 1809 — командиром этого полка.
В начале Отечественной войны 1812 года, в делах 5 и 6 августа, Бистром отлично защищал переправы через Днепр, а в битве при Бородине ему первому пришлось встретить натиск превосходных неприятельских сил. В том же году он участвовал в боях при Тарутине, под Малоярославцем, в ночном нападении при деревне Клементино и особенно отличился у деревни Доброй, близ Красного, где во главе егерской бригады разбил стоявшие против него неприятельские войска, забрал множество пленных, 9 орудий, 2 знамени и маршальский жезл Даву. Подвиг этот был награждён 3 июня 1813 года орденом Святого Георгия 3-й степени № 306
В награду за отличную храбрость и мужество, оказанные в сражении против французских войск 4-6 ноября 1812 года под Красным.
 21 ноября 1812 года произведён в генерал-майоры. В кампанию 1813 года Бистром с отличием участвовал в сражениях при Лютцене, Бауцене, Кульме и Лейпциге. 11 ноября 1813 года получил орден Святой Анны 1-й степени.
В 1814 году, во время сражений под Бриенном, Арсисом, Фершампенуазом и Парижем, находился в резерве.

### После победы над Наполеоном
В 1821 году Бистром был назначен начальником 2-й гвардейской пехотной дивизии, 12 декабря 1824 года произведён в генерал-лейтенанты, а 3 марта 1825 года ему вверено начальство над всей гвардейской пехотой. 20 декабря того же года он пожалован в генерал-адъютанты. В турецкую кампанию 1828 года Бистром начальствовал отрядом, расположенным на южной стороне крепости Варна, осаждённой русскими войсками, и здесь 16 сентября ему пришлось выдержать горячее дело при отражении атаки паши Омера-Врионе и одновременной с тем вылазки варнского гарнизона, а через день после того участвовать в неудавшейся атаке турецкого укреплённого лагеря, обороняемого войсками Омера-Врионе (см. Осада Варны). 29 сентября Варна сдалась, а 2 октября император Николай I пожаловал Бистрому орден Святого Александра Невского.
В 1826 году Бистром был назначен в Верховный уголовный суд по делу декабристов, хотя воцарению Николая I не содействовал и не сочувствовал (по свидетельствам современников, 14 декабря на Сенатскую площадь он, будучи начальником гвардейской пехоты, явился пешком и стоял, накинув на плечи шубу, с отсутствующим видом как посторонний зритель).
В 1831 году, когда началось Польское восстание, Бистром бросил начатое им лечение в Киссингене, прибыл к войскам и 15 апреля, командуя авангардом Гвардейского корпуса, получил приказание прикрывать отступление гвардии к Тыкоцину. Поручение это он выполнил блистательно, отражая в течение 5 дней напор превосходящих неприятельских сил. В сражении при Остроленке Бистром, несмотря на полученную им контузию, с необычайным мужеством и хладнокровием распоряжался войсками и 6 раз отразил стремительные нападения мятежников. Сражение это принесло ему 30 мая 1831 года орден Святого Георгия 2-й степени № 87
За отличие в сражении при Остроленке 14-го мая 1831 года.
 22 августа 1831 года он был произведён в генералы от инфантерии, участвовал во взятии Варшавы, затем был назначен в ней главным начальником. В 1837 году назначен помощником командира Отдельного Гвардейского корпуса великого князя Михаила Павловича.
Карл Иванович Бистром умер 16 июня 1838 года на курорте Киссинген в Баварии, где находился на лечении. Его тело было перевезено на бриге «Усердие» в Санкт-Петербург. Погребён с воинскими почестями в имении Романовка (Ямбург, современное название — Кингисепп, Ленинградская область). На средства, собранные офицерами гвардейского корпуса, командиром которого был Бистром, скульптору П. К. Клодту был заказан памятник «Бронзовый лев», стоящий на гранитном пьедестале. Рядом с могилой офицеры построили часовню (не сохранилась) и инвалидный дом для солдат-ветеранов, призванных охранять могилу командира.

## Награды
- Орден Святого Иоанна Иерусалимского, командорский крест (1 октября 1800)[8]
- Орден Святого Георгия 4-й степени (29 января 1807)[8]
- Золотая сабля с надписью «За храбрость» (12 сентября 1807)
- Орден Святого Владимира 3-й степени (31 декабря 1807)[8]
- Орден Святой Анны 2-й степени с алмазными украшениями (20 мая 1808)[8]
- Орден Святого Георгия 3-й степени (3 июня 1813)[9]
- Орден Святой Анны 1-й степени (11 ноября 1813)[10]
- Золотая сабля с надписью «За храбрость», украшенная алмазами (27 января 1814)
- Орден Святого Владимира 2-й степени (12 октября 1821)[11]
- Орден Святого Александра Невского (30 сентября 1828)[12]
- Орден Святого Георгия 2-й степени (30 мая 1831)
- Орден Святого Владимира 1-й степени (6 декабря 1835)[13].

Иностранные:
- Прусский орден Pour le Merite (1807)
- Прусский орден Красного орла 2-го класса (1813)

## Семья
Карл Иванович был женат на баронессе Шарлотте Тизенгаузен. Их брак был бездетным.